# 原 (福岡市)
原（はら）は、福岡県福岡市早良区の町名。現行の行政地名は、原一丁目から原八丁目まで。面積は133.81ヘクタール。2023年2月末現在の人口は、16,471人。郵便番号は、814-0022。

## 地理
早良区の中北部に位置。室見、弥生、藤崎、昭代、荒江、飯倉、賀茂、星の原団地、有田、小田部、原団地に隣接。
大きな幹線道路が交じり合う交通の要衝ともあって、道路沿いには郊外型のロードサイド店舗が多く立地しているが、幹線道路から離れると多くは住宅地として利用されている。

### 河川
- 金屑川
- 油山川
- 汐入川（金屑川の支流である準用河川）[5]

河川の写真
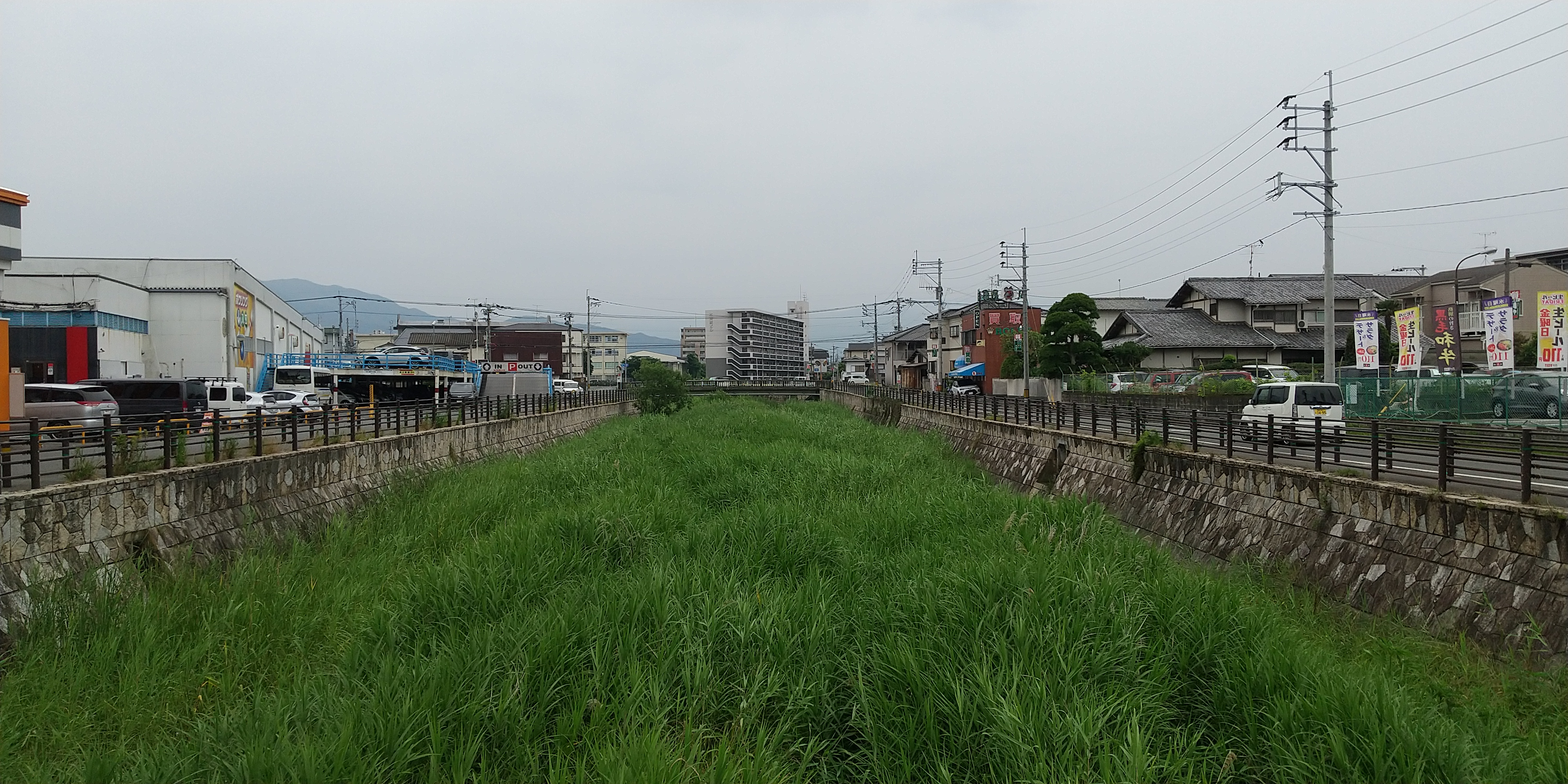
金屑川（国道202号、岸添橋付近、左：原、右：小田部）
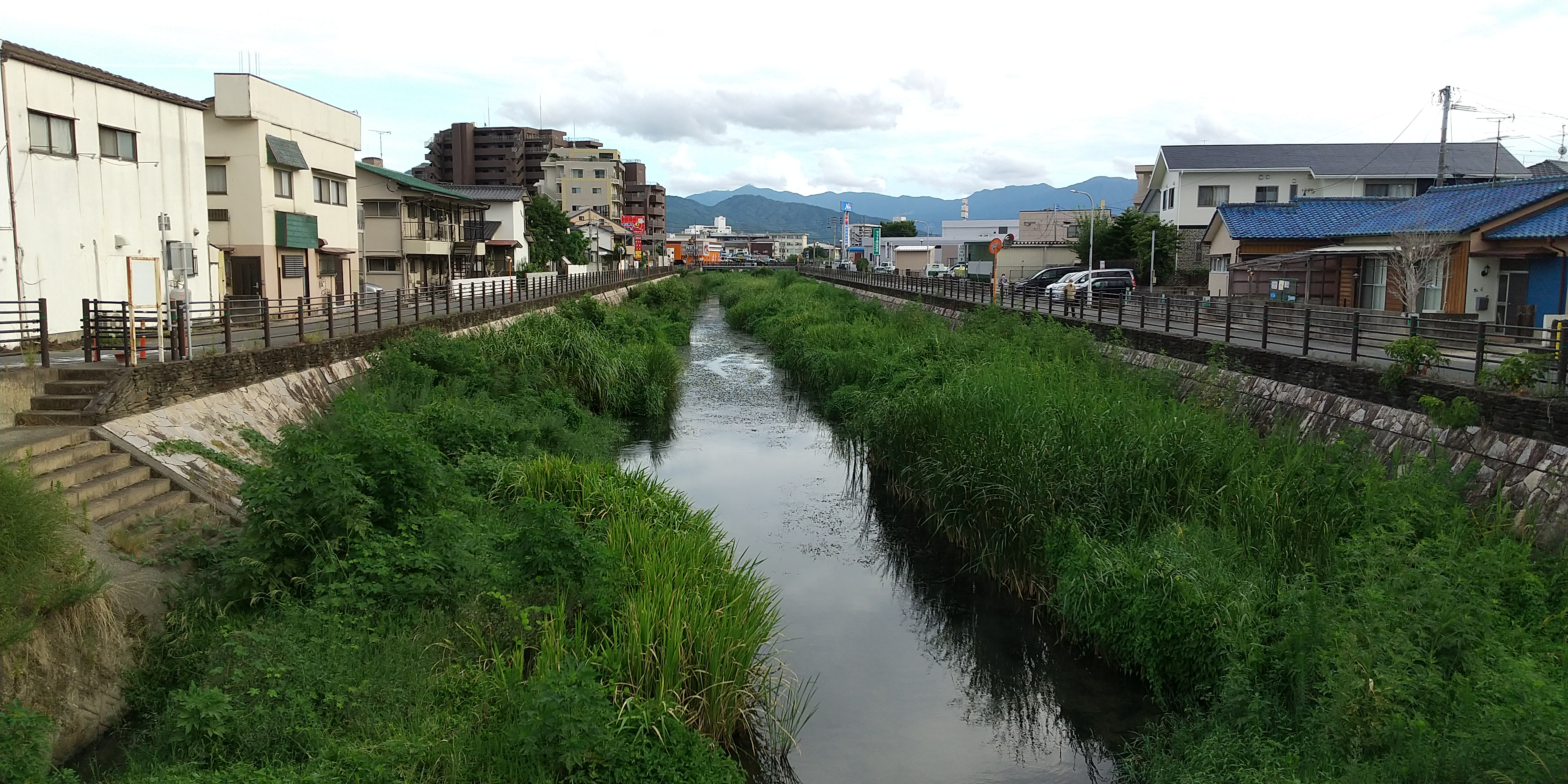
金屑川（大原橋の上流側、左：原、右：小田部）
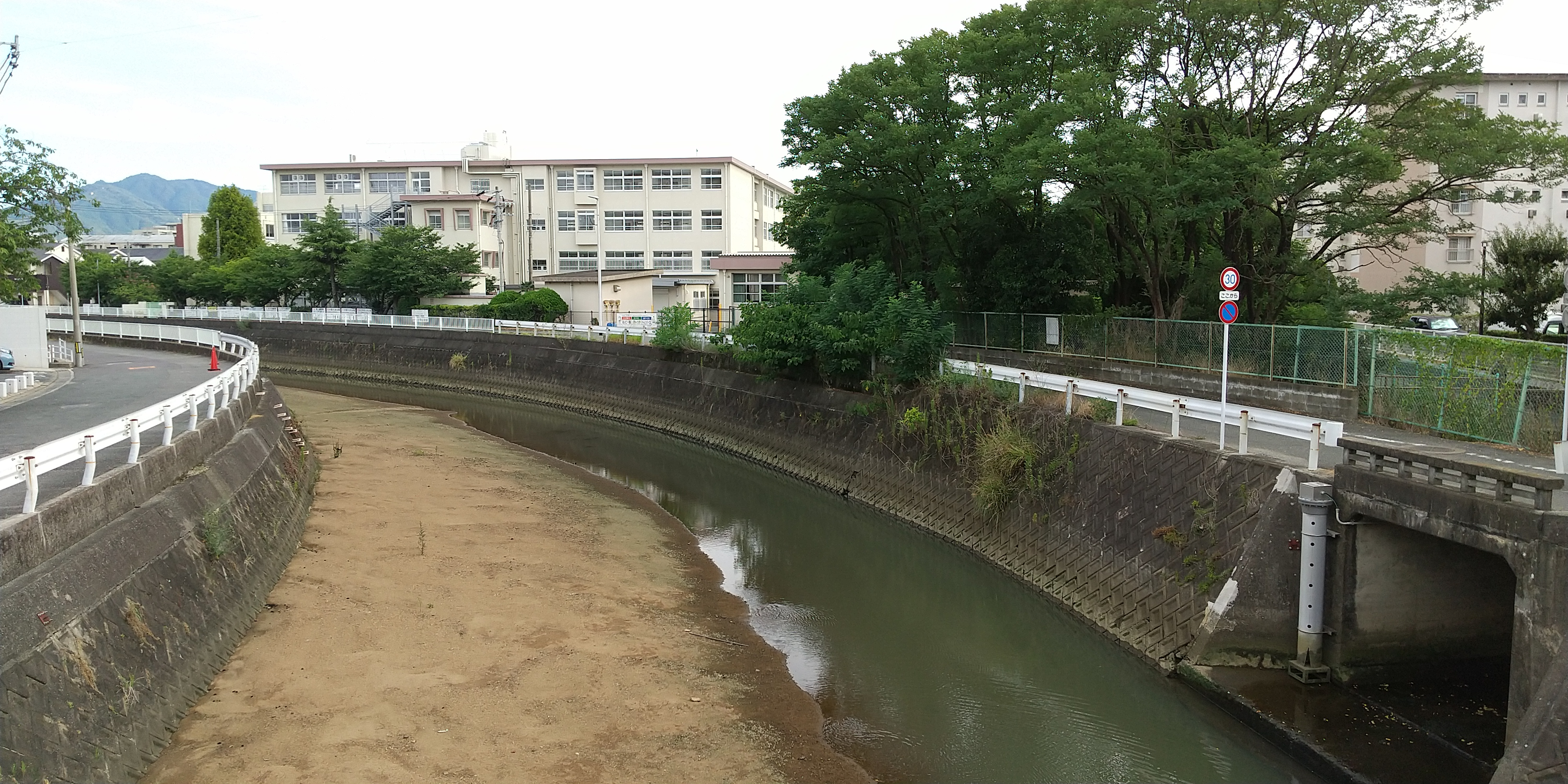
油山川（弥生橋より上流側）
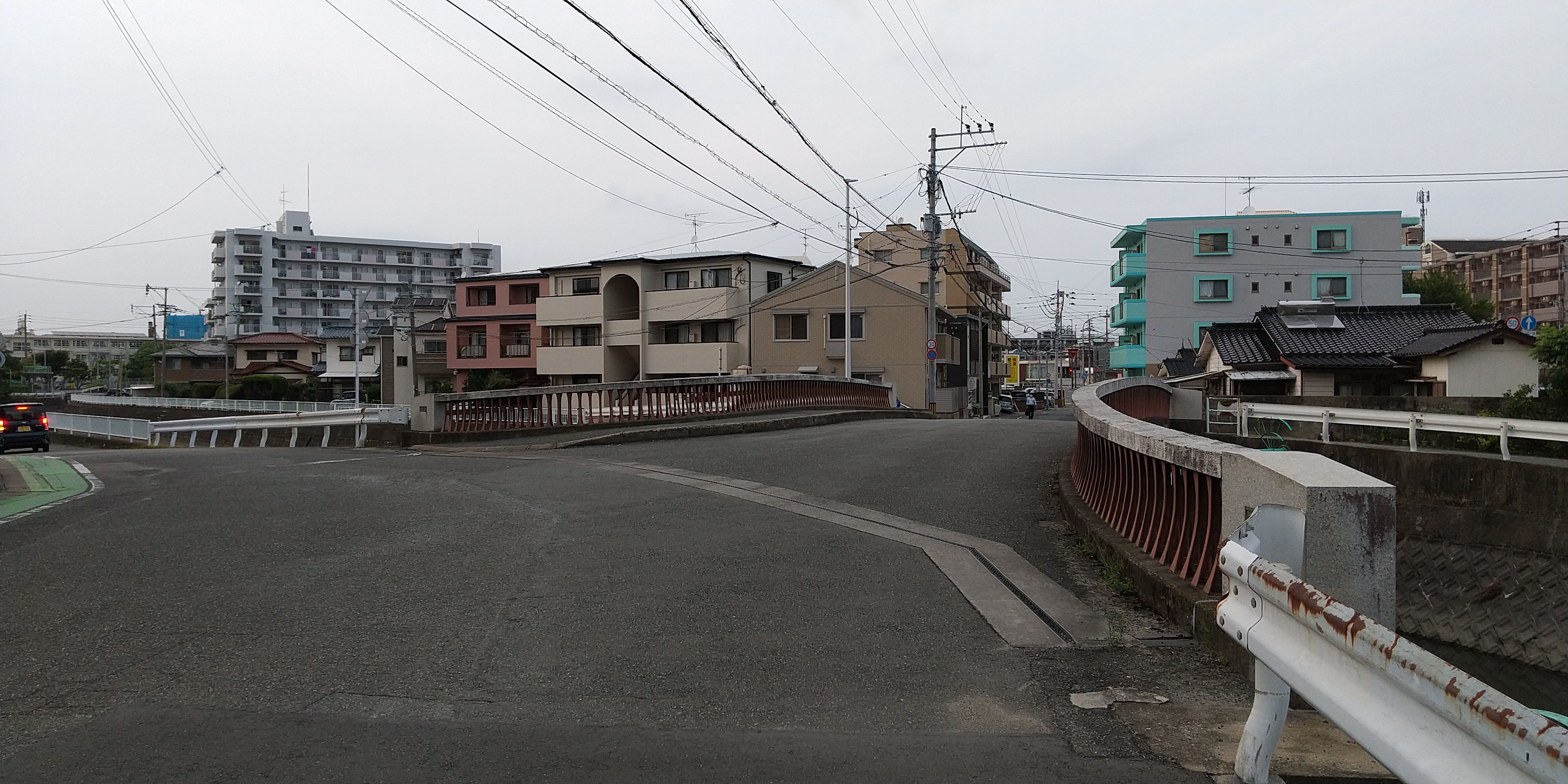
金屑橋
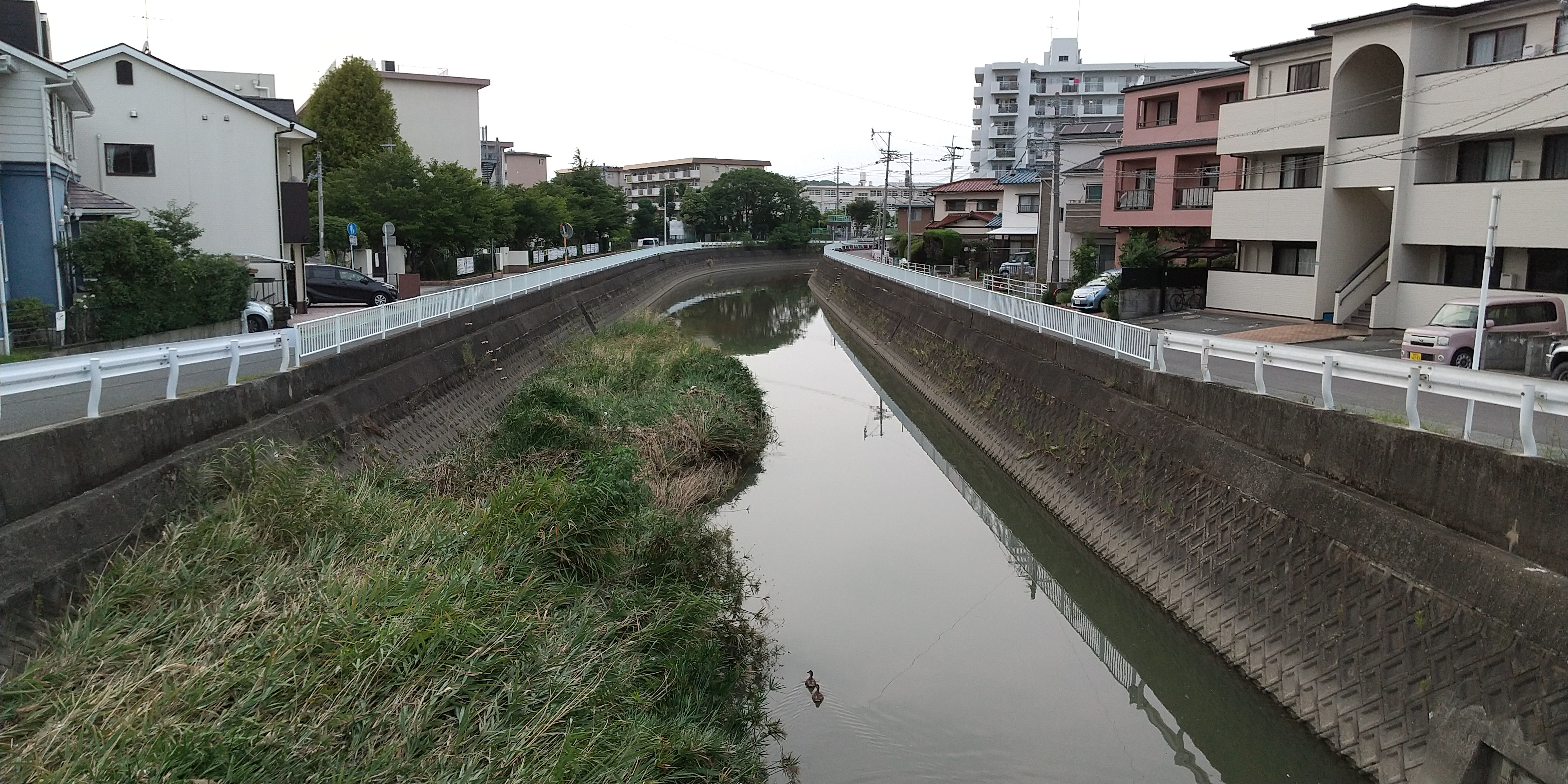
油山川（金屑橋より下流側）
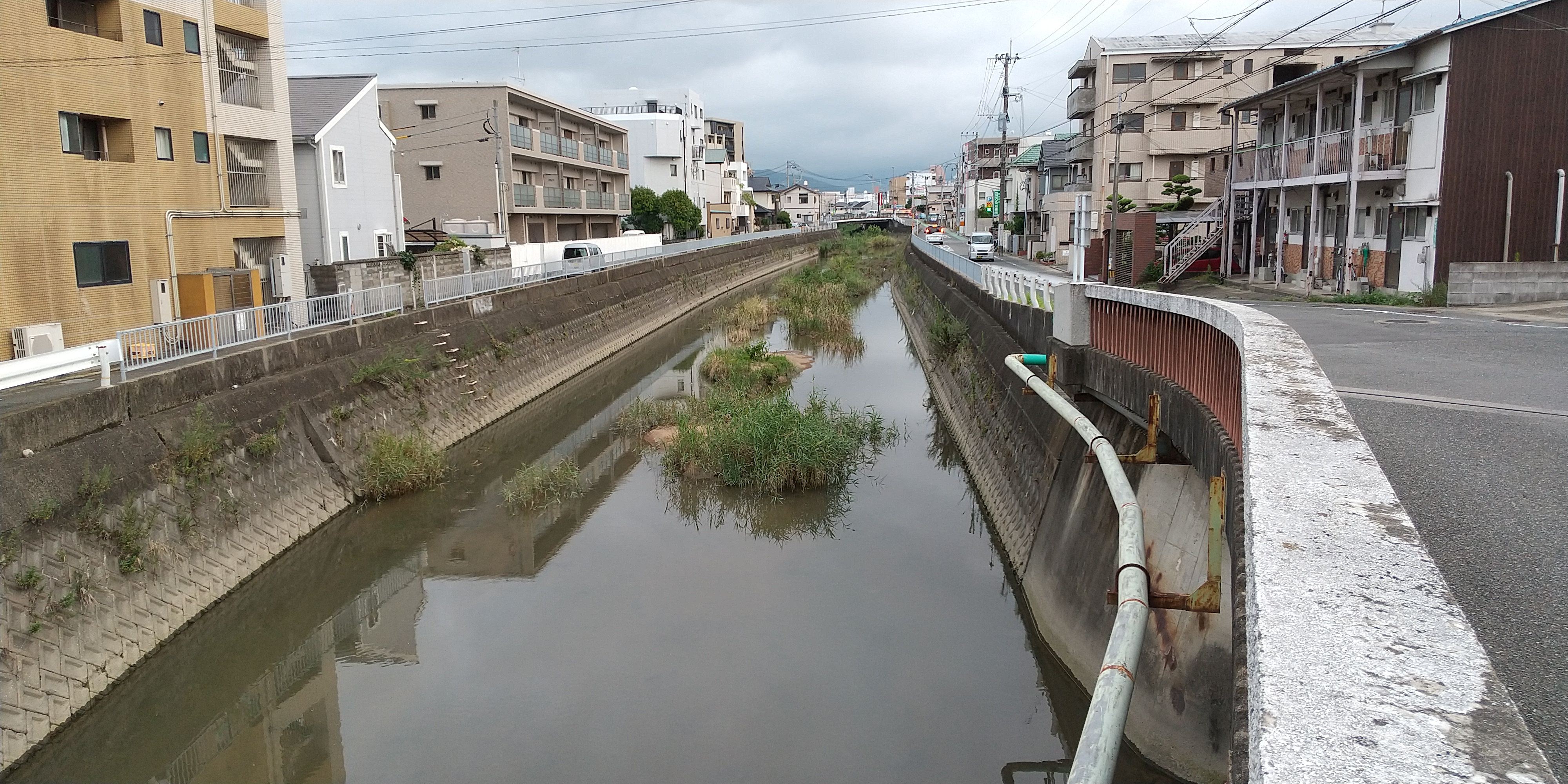
油山川（金屑橋より上流側）
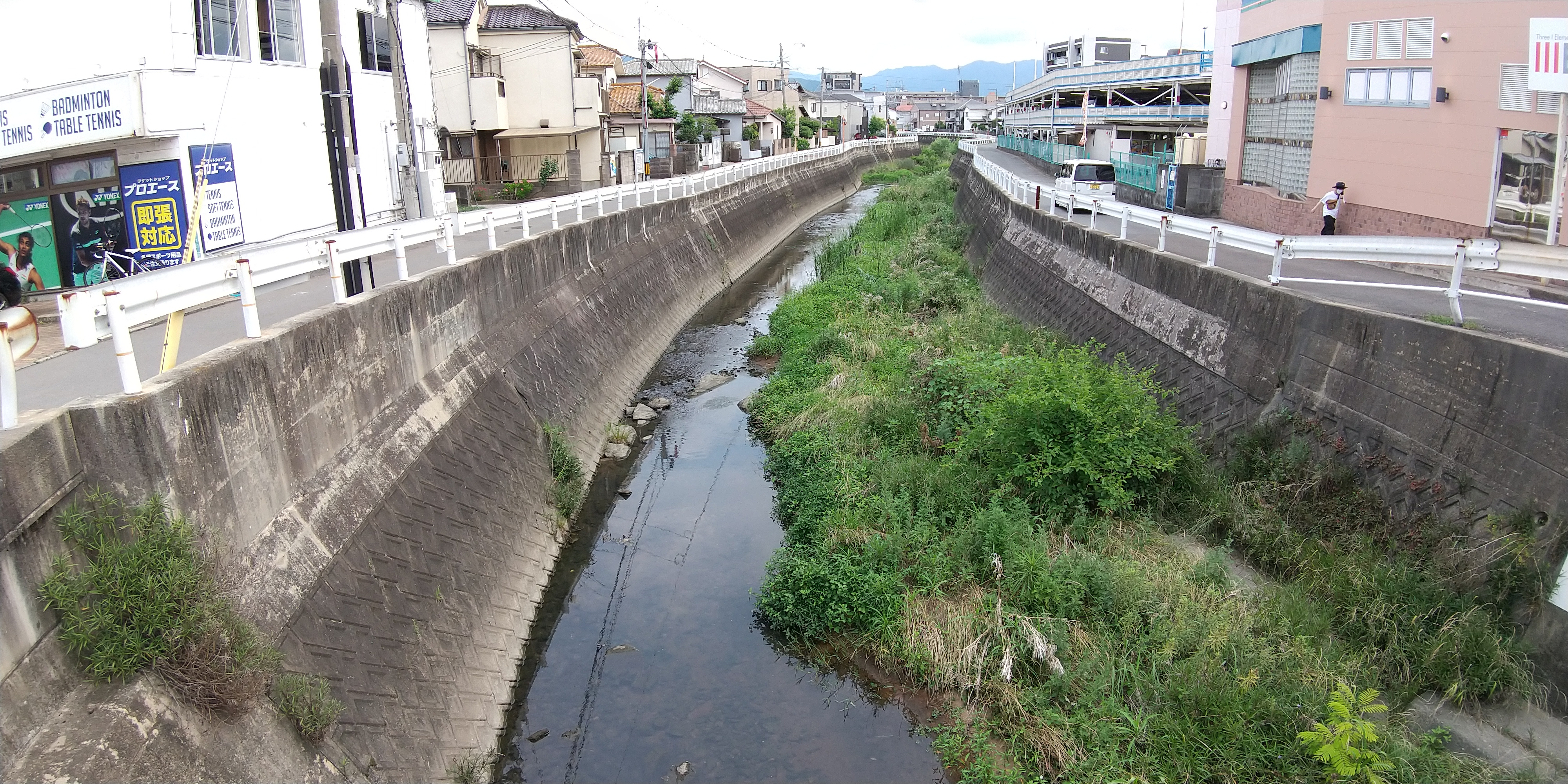
油山川（国道202号、高橋付近、左：飯倉、右：原）
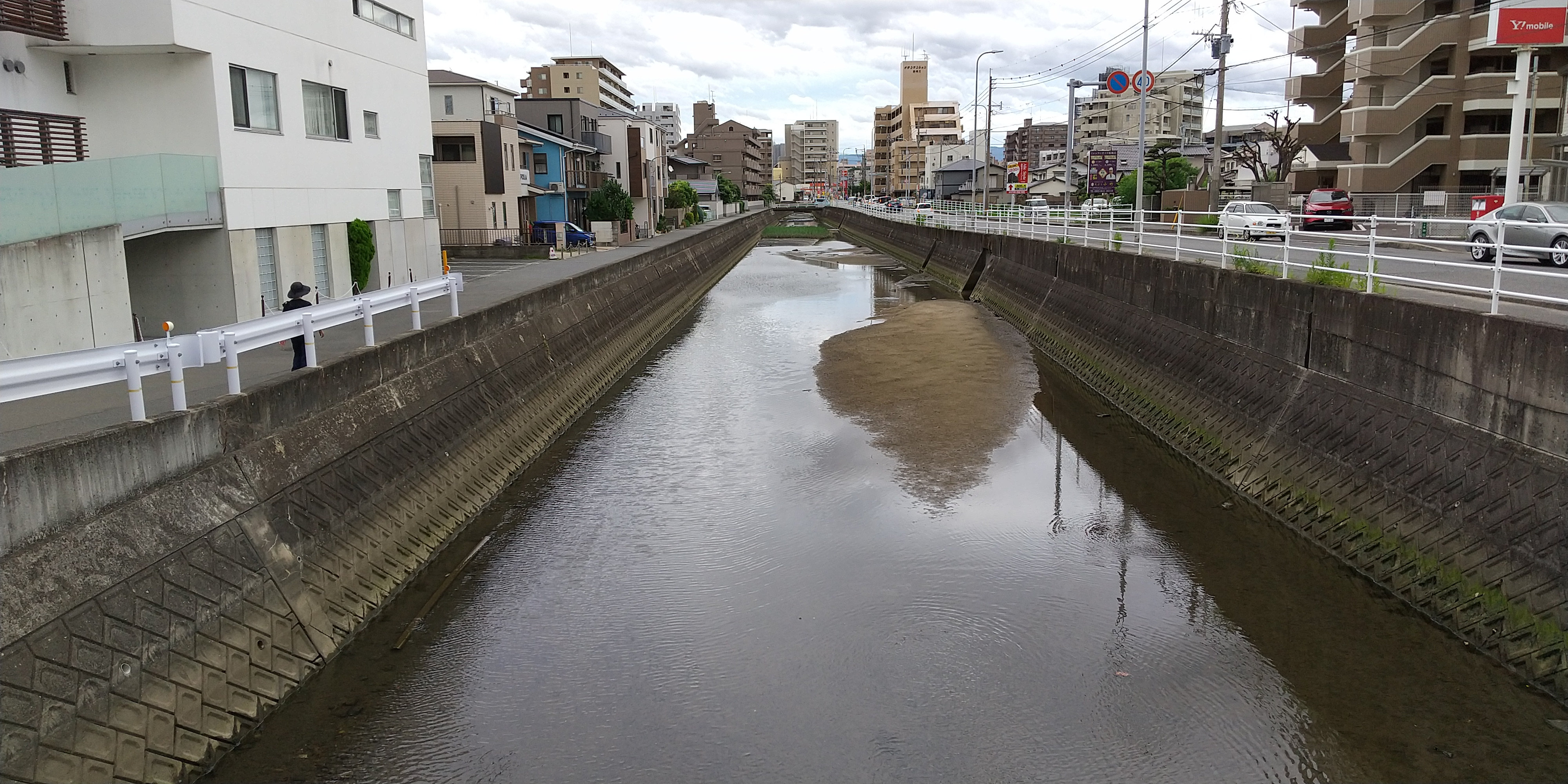
汐入川（新開橋付近、左：藤崎、右：原）
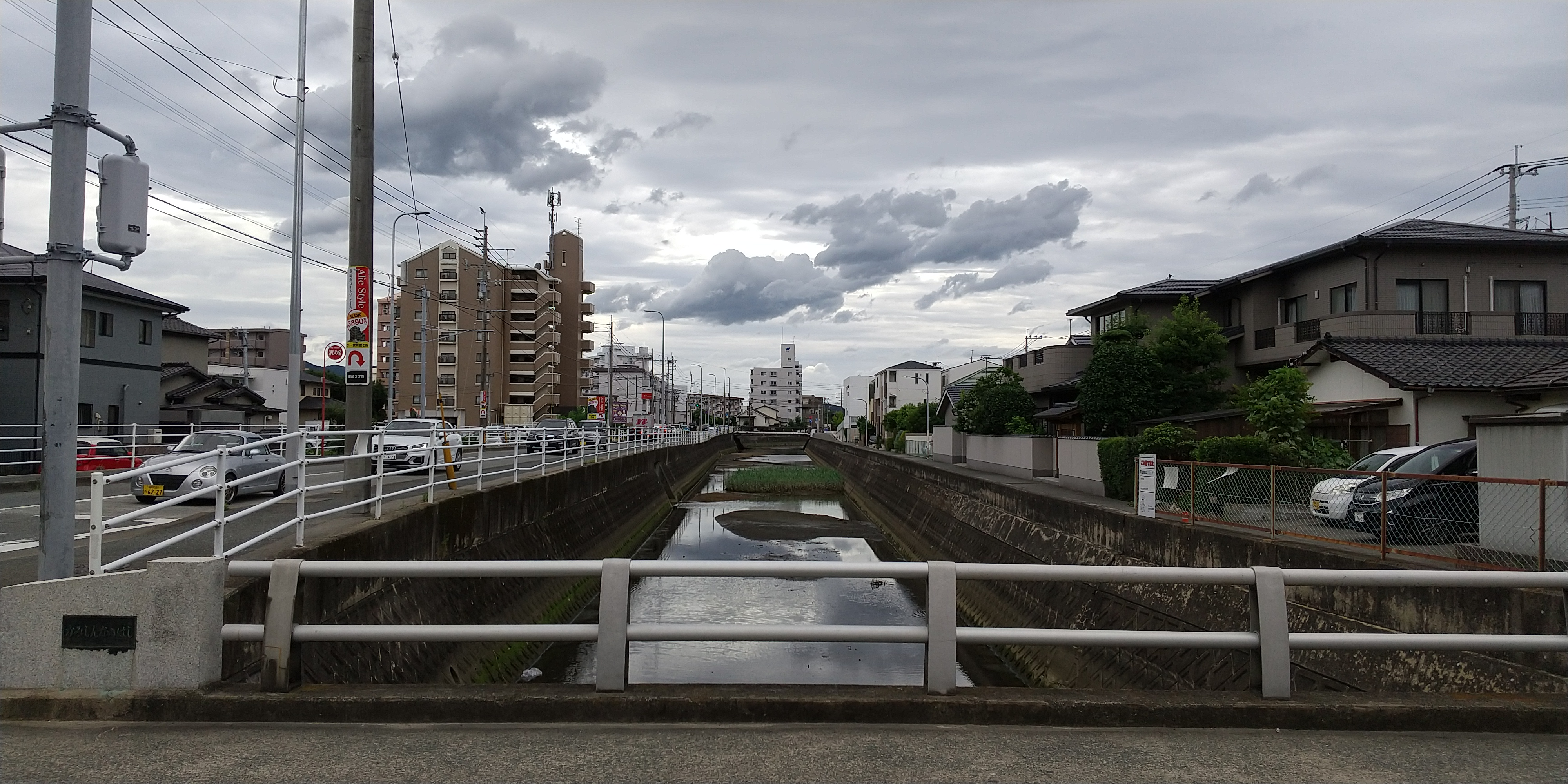
汐入川（上新開橋付近、左：原 、右：藤崎）
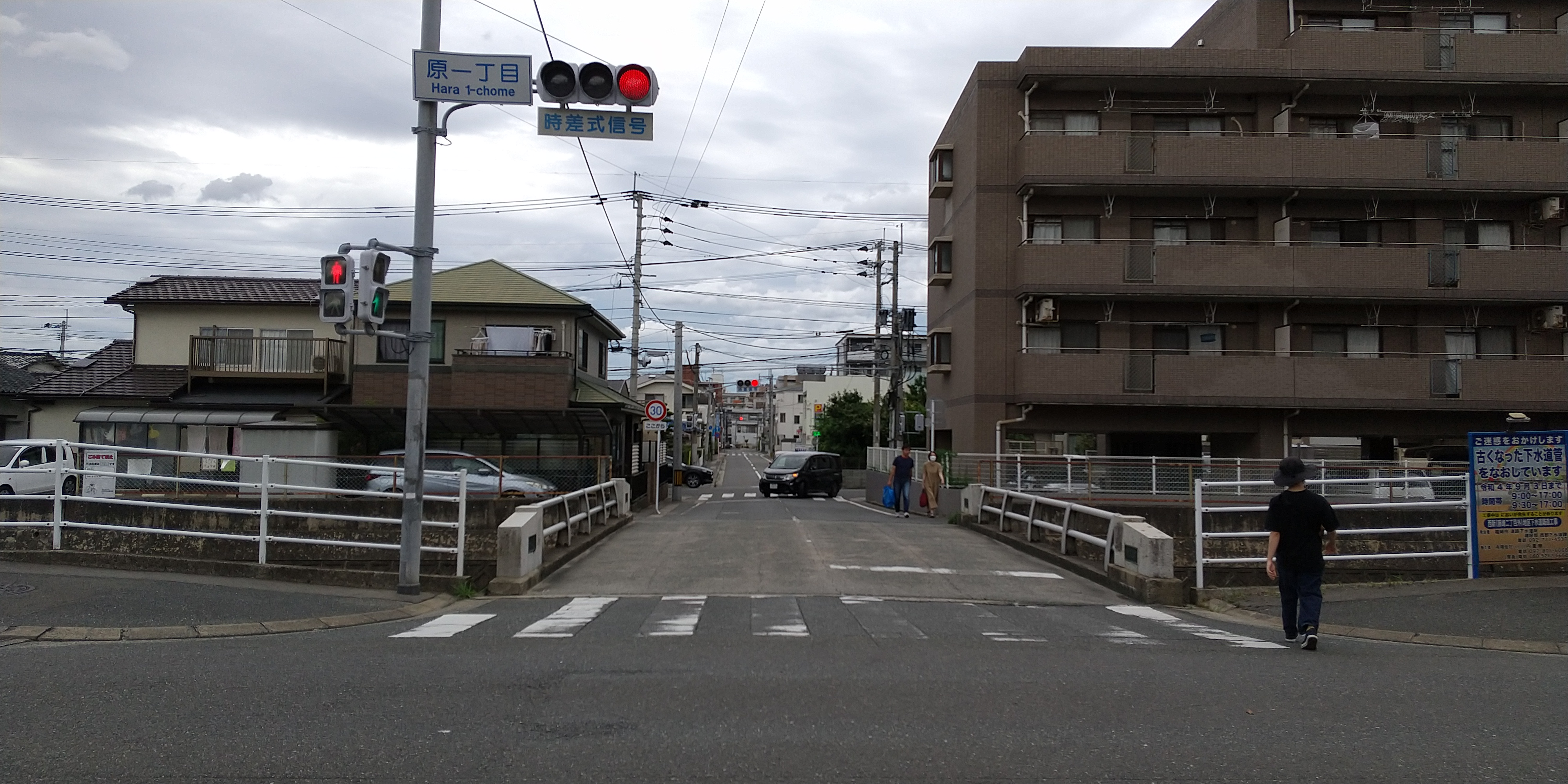
上新開橋
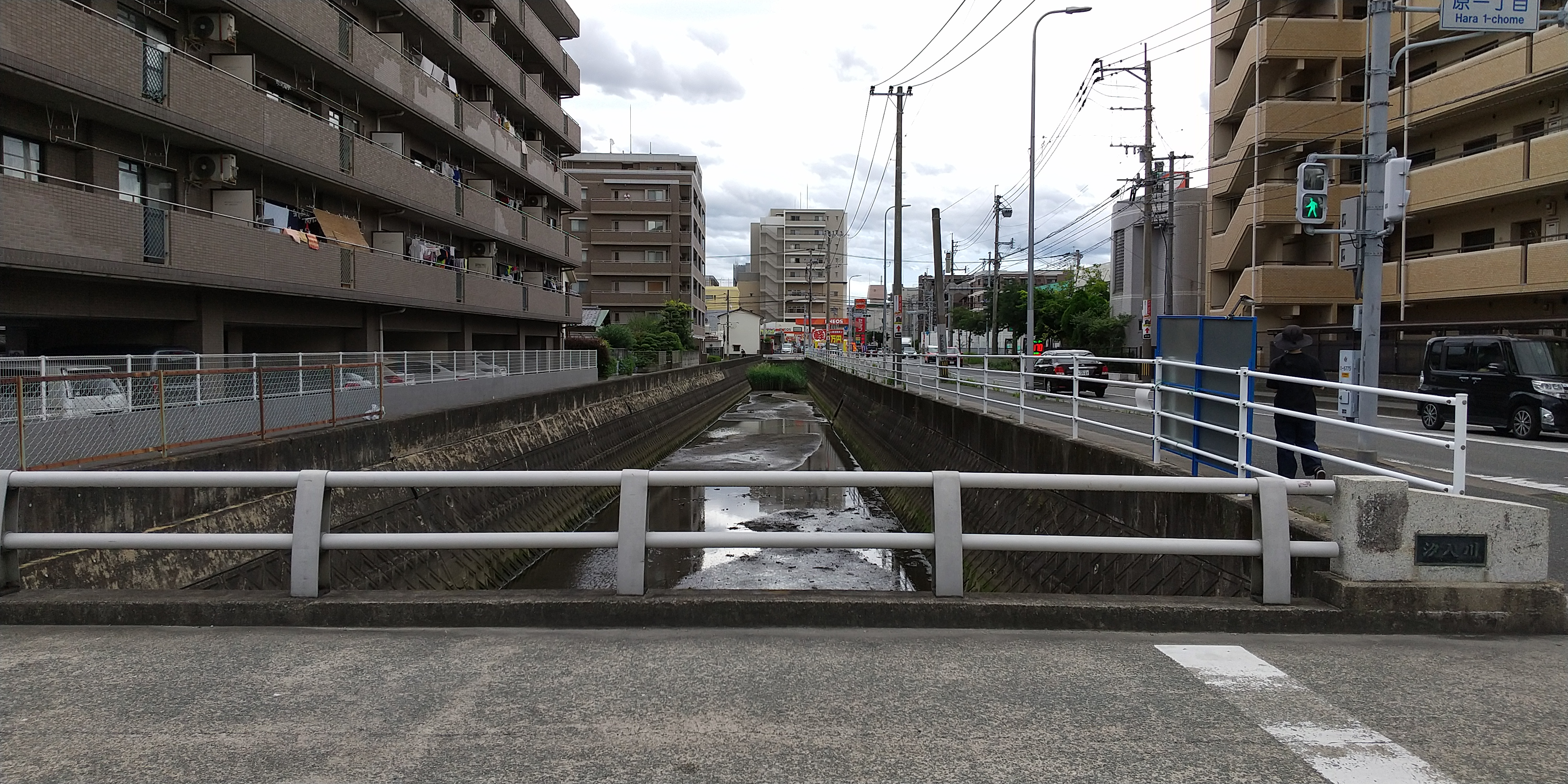
汐入川（上新開橋、原一丁目交差点付近、左：昭代、右：原）
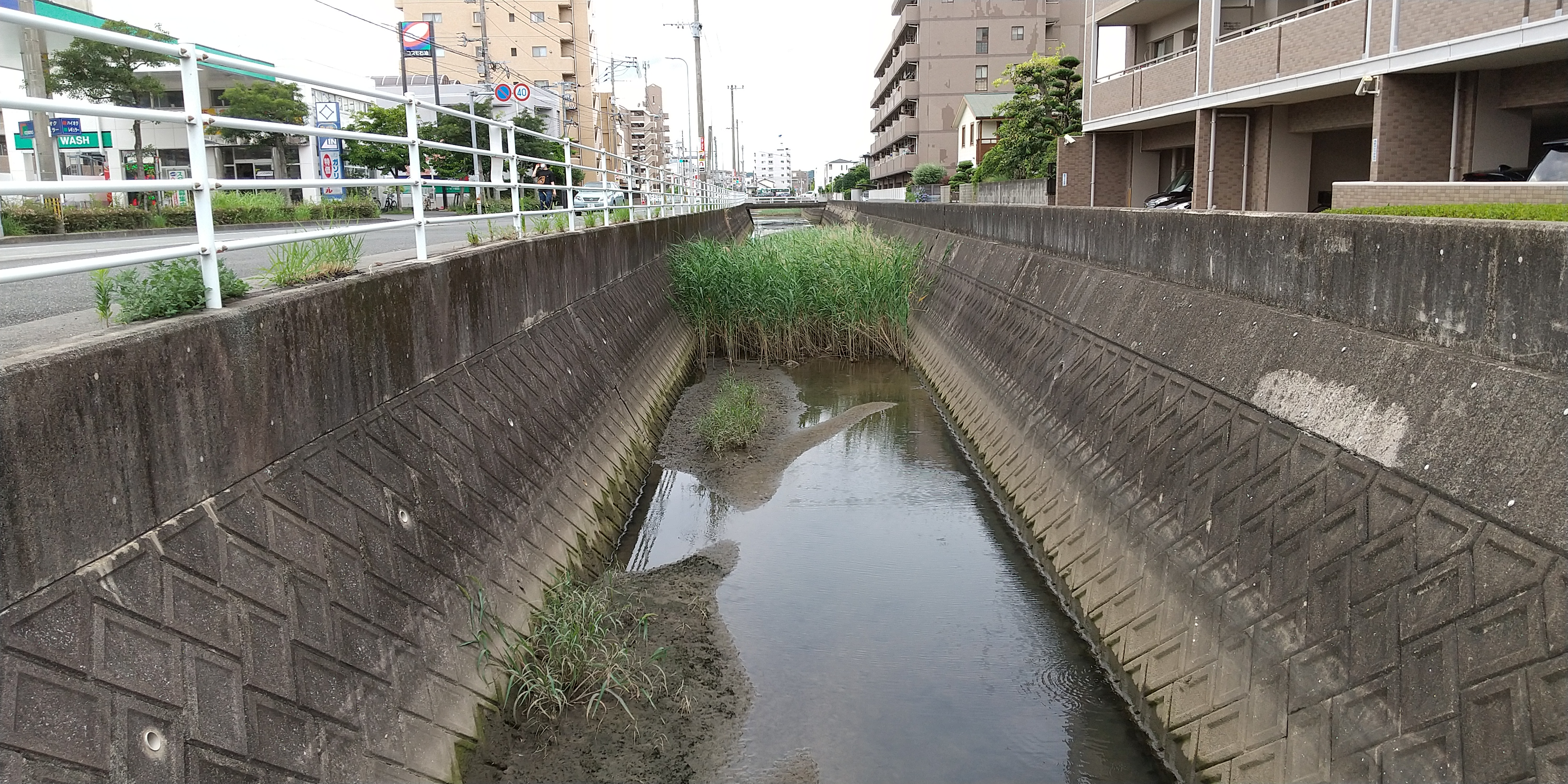
汐入川（荒江三丁目交差点付近、左：原、右：昭代）
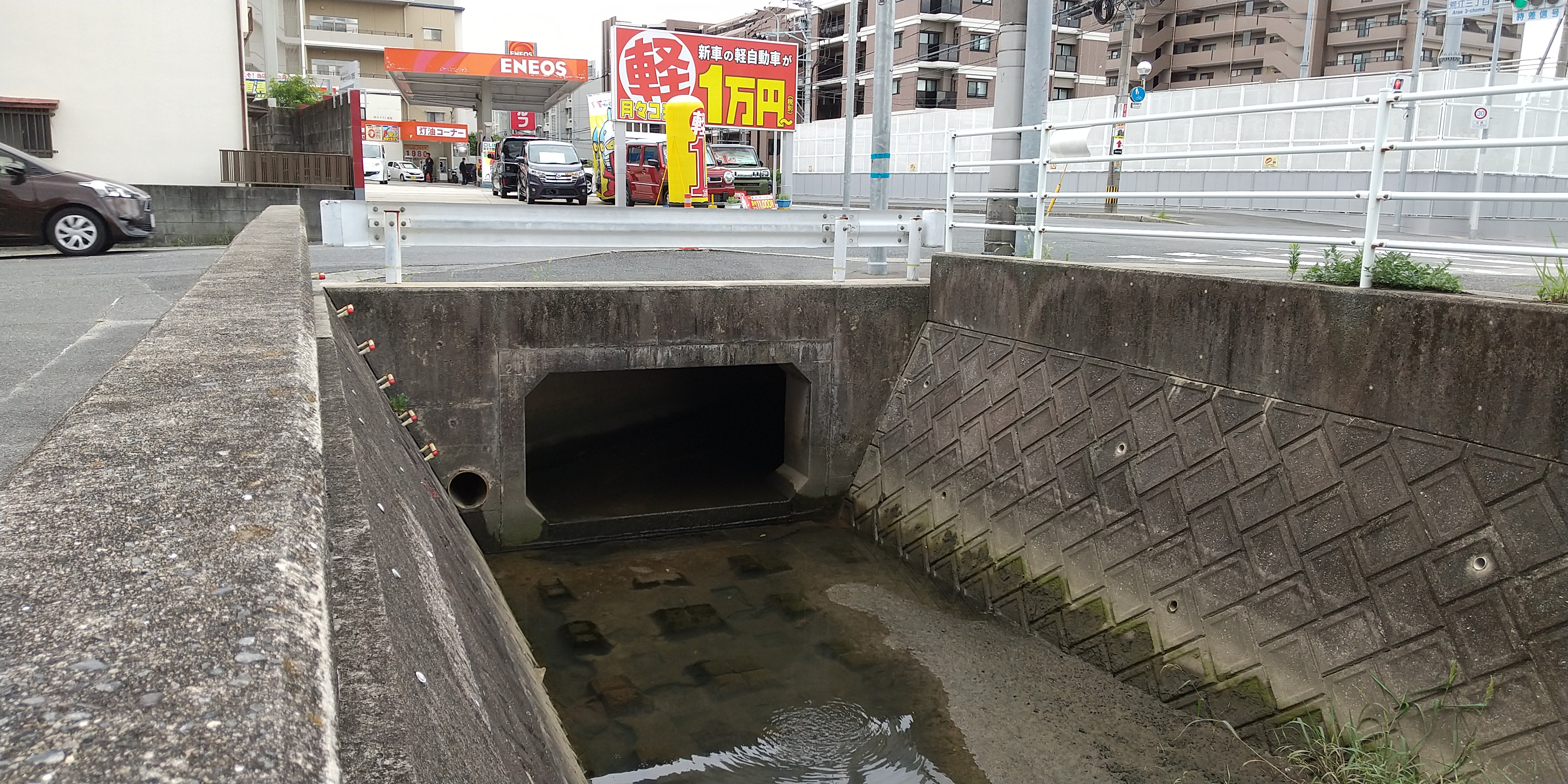
汐入川（荒江三丁目交差点付近、左：昭代、右：原）

## 歴史
- 1884年 - 福岡県原村の大字
- 1889年4月1日 - 福岡県早良郡原村の大字
- 1929年4月1日 - 福岡市の大字
- 1972年4月1日 - 福岡市西区の町名・大字
- 1982年5月10日 - 早良区の町名

### 町域の変遷
以下は、広域的な原地区（原団地及び星の原団地を含む）における住居表示変遷の一覧である。
| 実施後               | 実施年月日         | 実施前（各町名・大字ともその一部）      |
| -------------------- | ------------------ | --------------------------------------- |
| 原団地               | 1967年（昭和42年） | 大字原 大字庄                           |
| 星の原団地           | 1973年（昭和48年） | 大字原 大字干隈                         |
| 原一丁目から原八丁目 | 1978年（昭和53年） | 福陵町1丁目〜3丁目 大字原 大字免 大字庄 |

## 人口
原一丁目から原八丁目までを合わせた人口の推移を福岡市の住民基本台帳（公称町別）に基づき示す（単位：人）。集計時点は各年9月末現在である。
- 2001年（平成13年）：15,345
- 2002年（平成14年）：15,420
- 2003年（平成15年）：15,919
- 2004年（平成16年）：16,083
- 2005年（平成17年）：16,195
- 2006年（平成18年）：16,175
- 2007年（平成19年）：16,194
- 2008年（平成20年）：16,181
- 2009年（平成21年）：16,116
- 2010年（平成22年）：16,074
- 2011年（平成23年）：16,101
- 2012年（平成24年）：15,995
- 2013年（平成25年）：16,167
- 2014年（平成26年）：16,311
- 2015年（平成27年）：16,424
- 2016年（平成28年）：16,349
- 2017年（平成29年）：16,388
- 2018年（平成30年）：16,186
- 2019年（令和元年）：16,175
- 2020年（令和2年）：16,394
- 2021年（令和3年）：16,476
- 2022年（令和4年）：16,467

## 交通

### 道路
主な幹線道路は次の通り。

#### 国道・県道
原交差点で下記道路が交差している。
- 国道202号（福岡県道559号、今宿新道）
- 福岡県道558号（原通り、旧早良街道、旧三瀬街道）

#### 市道
また上記の他に以下の市道がある。
- 鳥飼姪の浜線
- 原南庄線
- 原拾六町線
- 原686号線（原685号線）
- 原780号線
- 高取飯倉線

主な幹線道路の写真
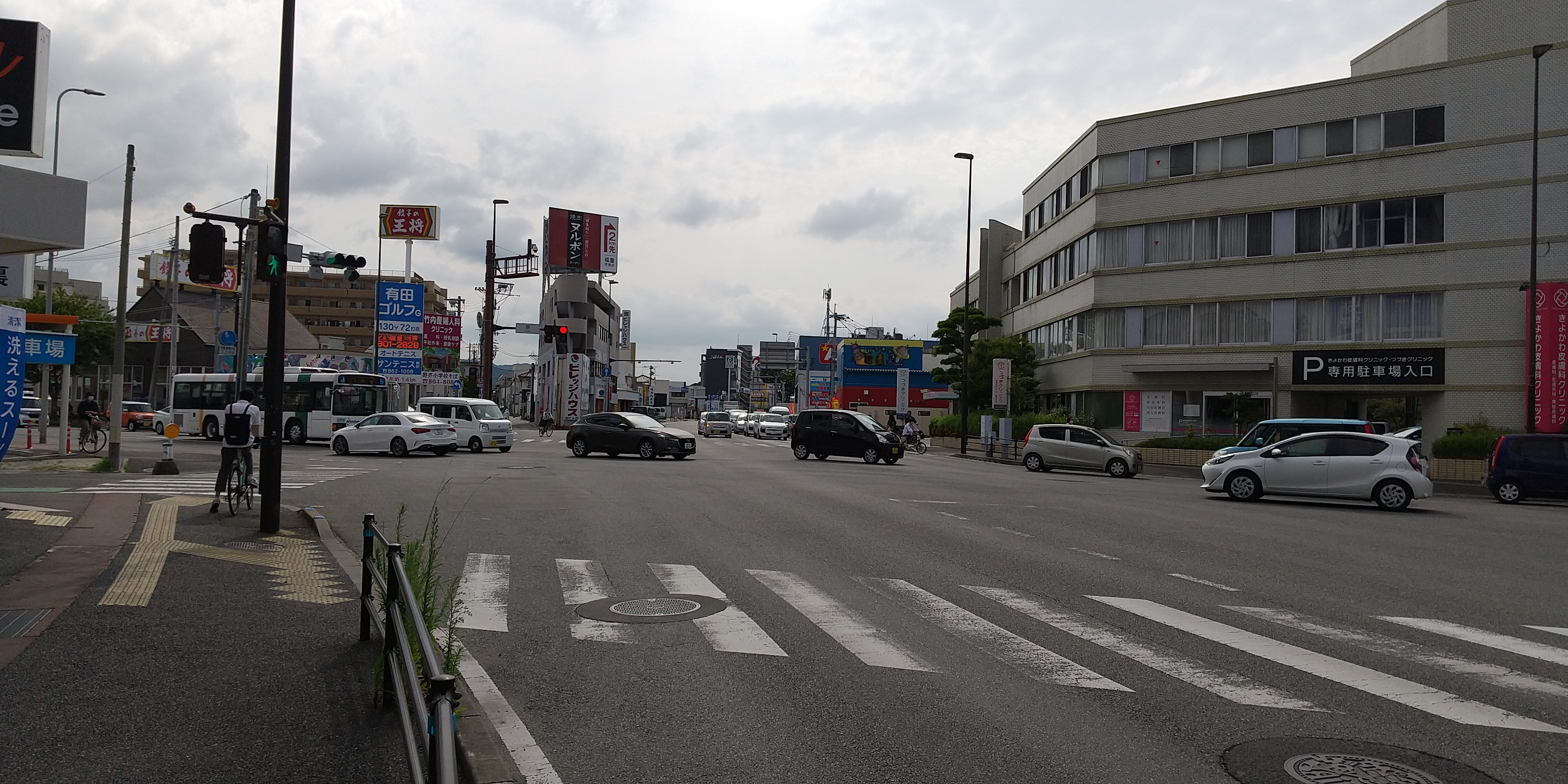
国道202号（原交差点付近）
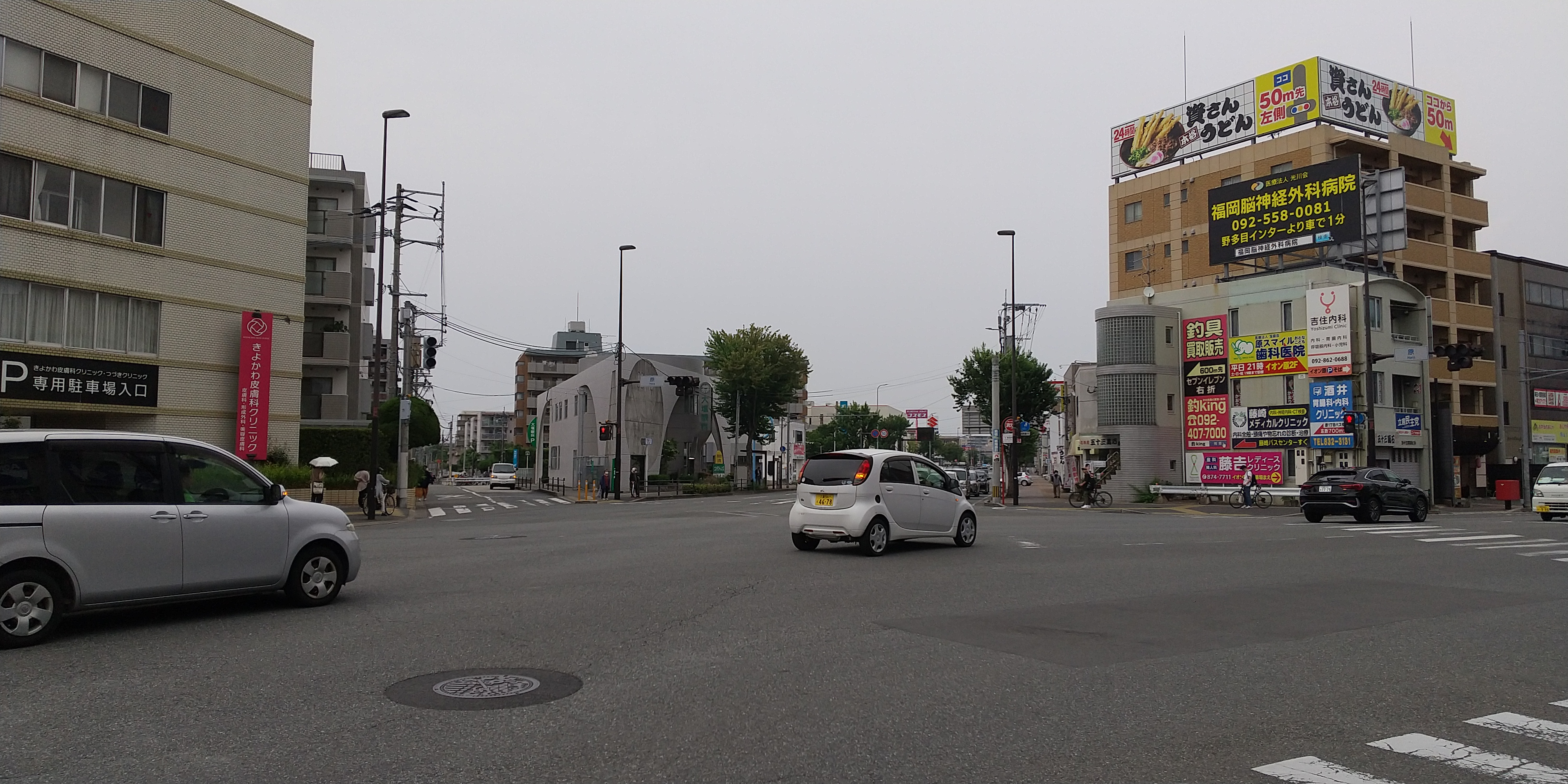
原通り（原交差点付近）
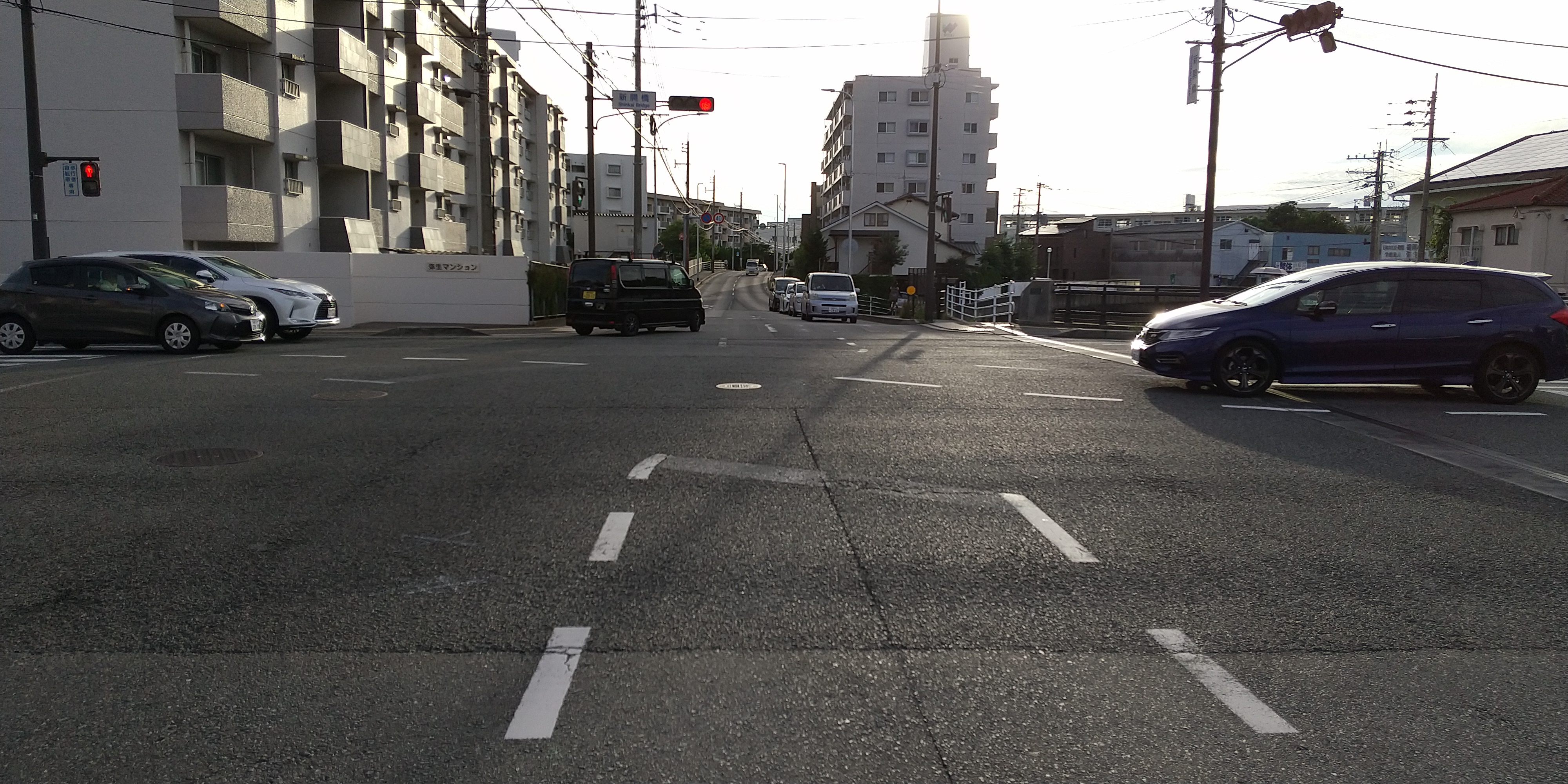
鳥飼姪の浜線（新開橋交差点の西側、左：原、右：弥生）
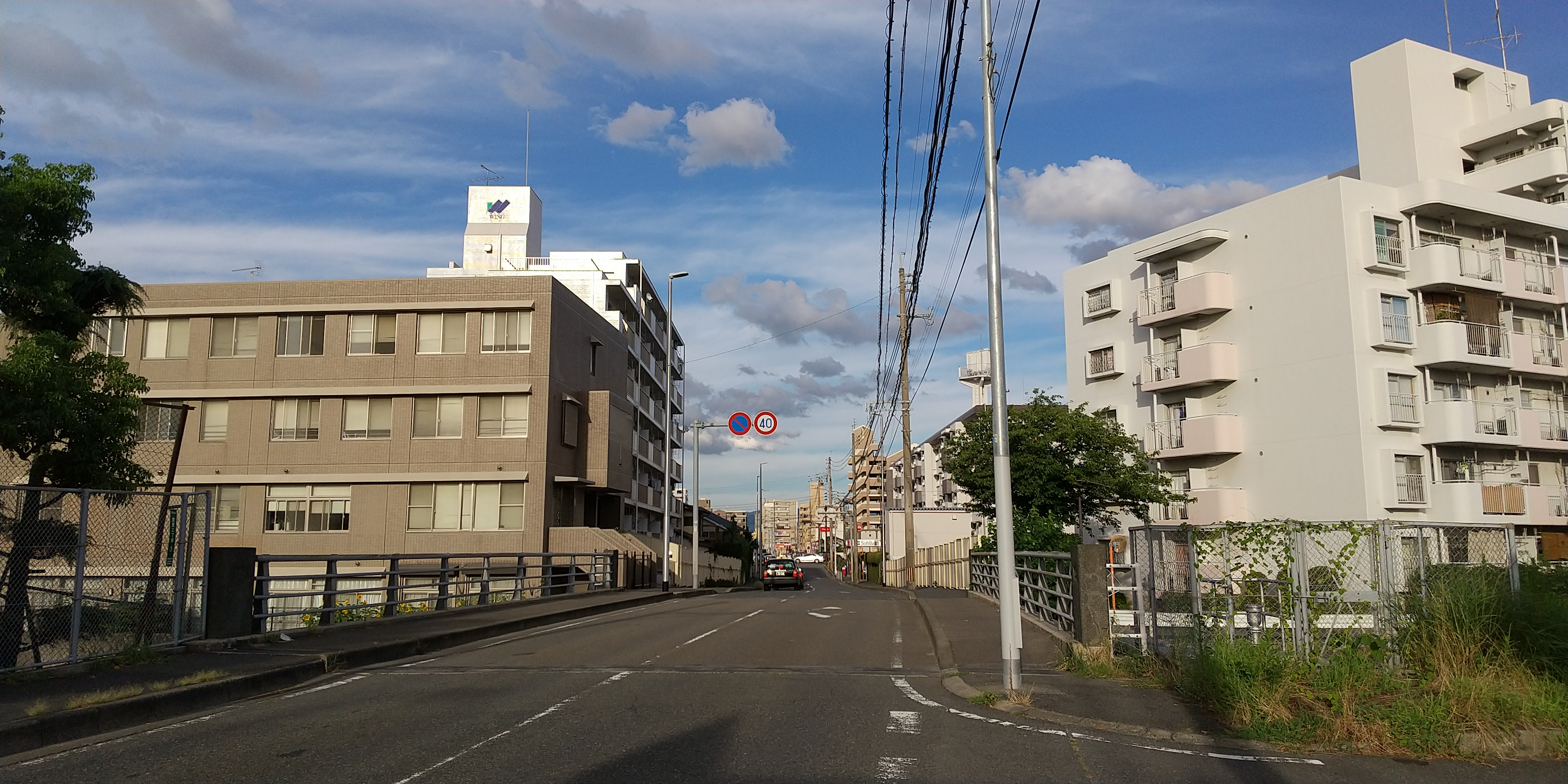
鳥飼姪の浜線（弥生橋の東側、左：弥生、右：原）
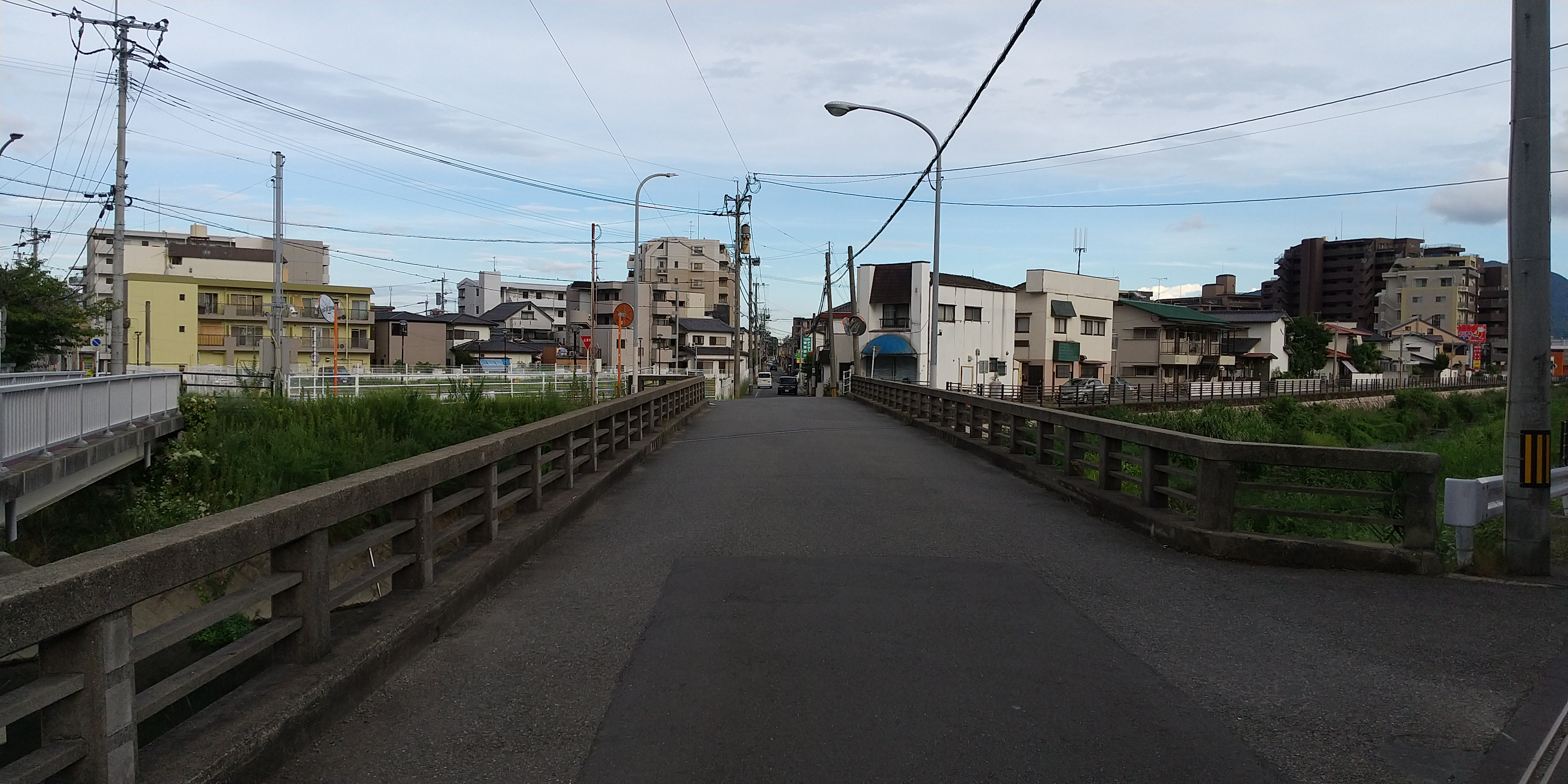
原南庄線（大原橋[注釈 1]の東側）
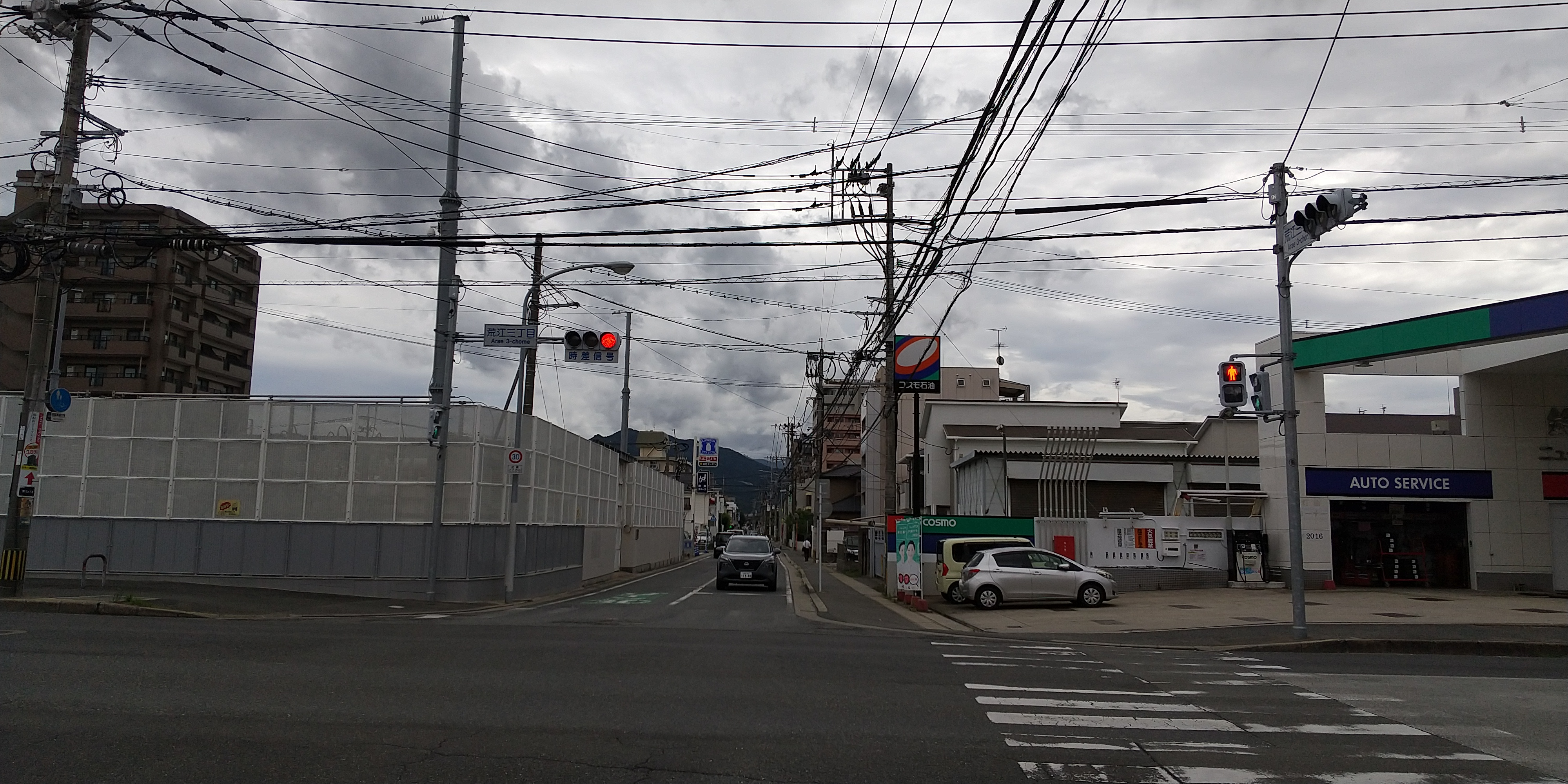
高取飯倉線（荒江三丁目交差点付近、左：荒江、右：原）

### 鉄道
町内に鉄道は通っていない。

### バス
原停留所や原往還（はらおうかん）停留所から下記方面へ西鉄バスを利用できる。
- 六本松、天神、中洲、キャナルシティ博多、博多駅
- 六本松、薬院、住吉、博多駅、中央ふ頭
- 藤崎、西新、大濠公園、天神
- 藤崎、福岡タワー、九州医療センター、PayPayドーム、博多駅
- 講倫館高校、次郎丸・田隈、四箇田団地、室見が丘（金武営業所）
- 講倫館高校、木の葉モール橋本、野方（壱岐営業所）
- 賀茂
- 室住団地・福重、橋本、木の葉モール橋本、野方（壱岐営業所）
- 室見団地、南庄
- 福重、西陵高校、三陽高校

## 施設

### 公共・公益施設
- 福岡市原第2ポンプ場[注釈 2]
- 原汐入公園[注釈 3]
- 原北あすなろ公園[注釈 4]
- 原南公園[注釈 5]
- 原3号公園[注釈 6]

公共・公益施設の写真
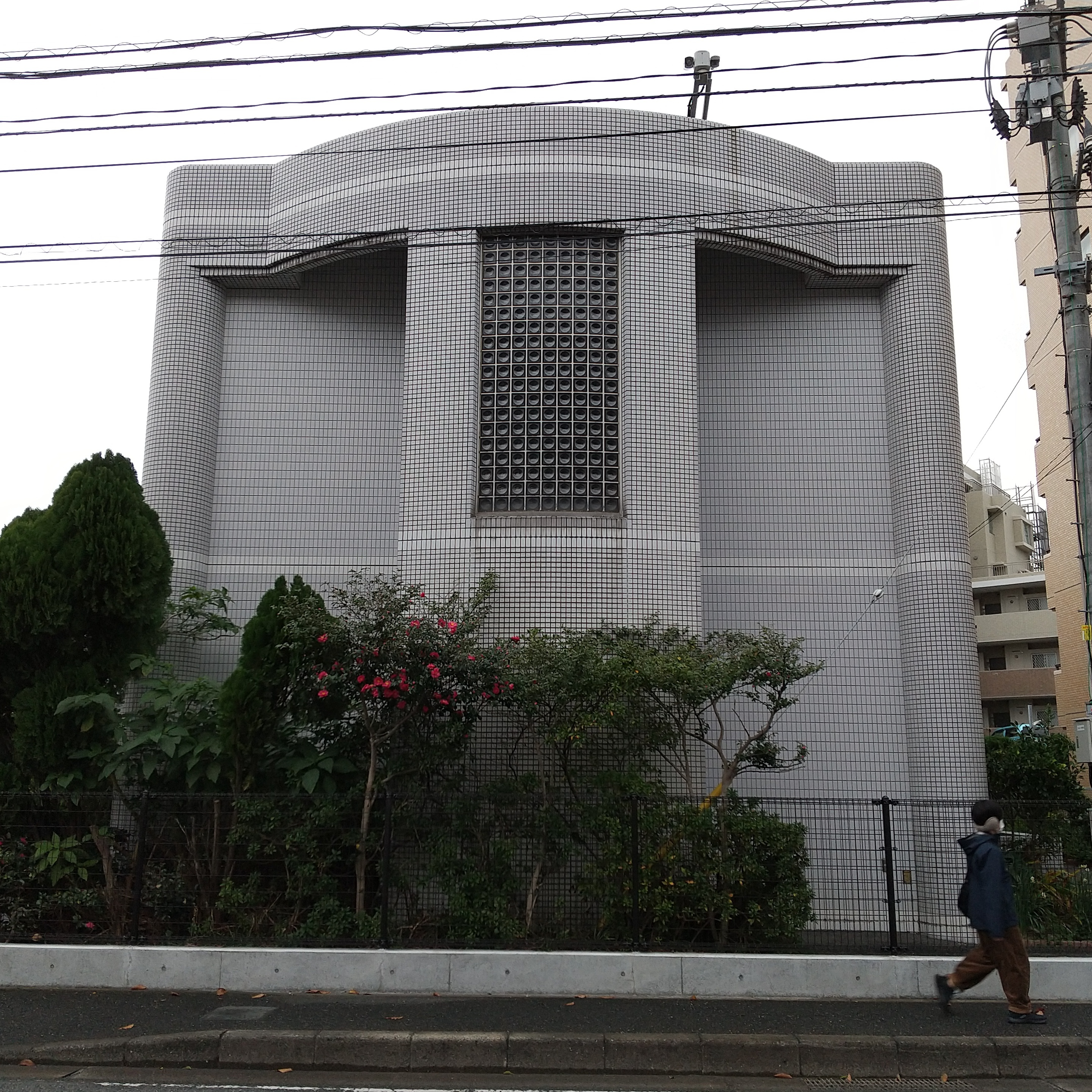
第2ポンプ場
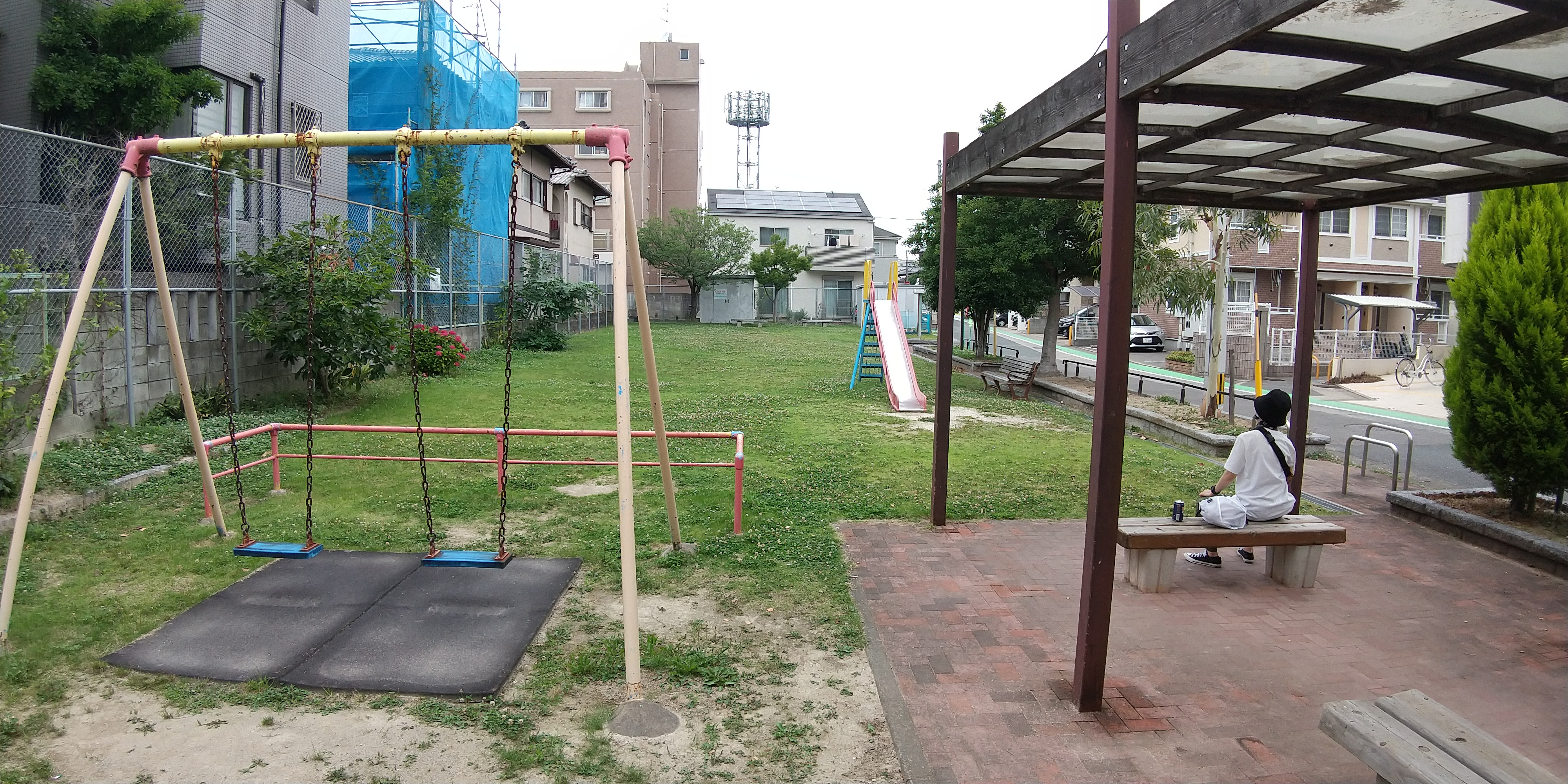
原3号公園

### 学校
町内には次の学校がある。
- 福岡市立原中央中学校
- 福岡市立原小学校
- 福岡市立大原小学校
- 福岡市立飯原小学校
- 福岡市立原西小学校

### 商業施設
特に大型の商業施設としては、原六丁目にイオン原店が立地する。また、マクドナルド、モスバーガー、吉野家、洋麺屋五右衛門など外食産業の店がかなり多く立地しているのも特徴である。2009年を中心に外食産業店舗が大幅に入れ替わり、本州からくら寿司やお好み焼き本舗（2011年撤退）、餃子の王将などが進出した。紳士服店も多く、今宿新道には洋服の青山、AOKIが立ち並ぶ。
イオン原店は2019年に閉店し、同年にベスト電器、フタタ、びっくりドンキーも相次いで閉店したが、その後2020年にイオンは再開店した。

## 名所・旧跡
- 諏訪神社（原六丁目20-24）
- 原本町児童広場（はらほんまちじどうひろば、原六丁目、諏訪神社境内）

名所・旧跡の写真
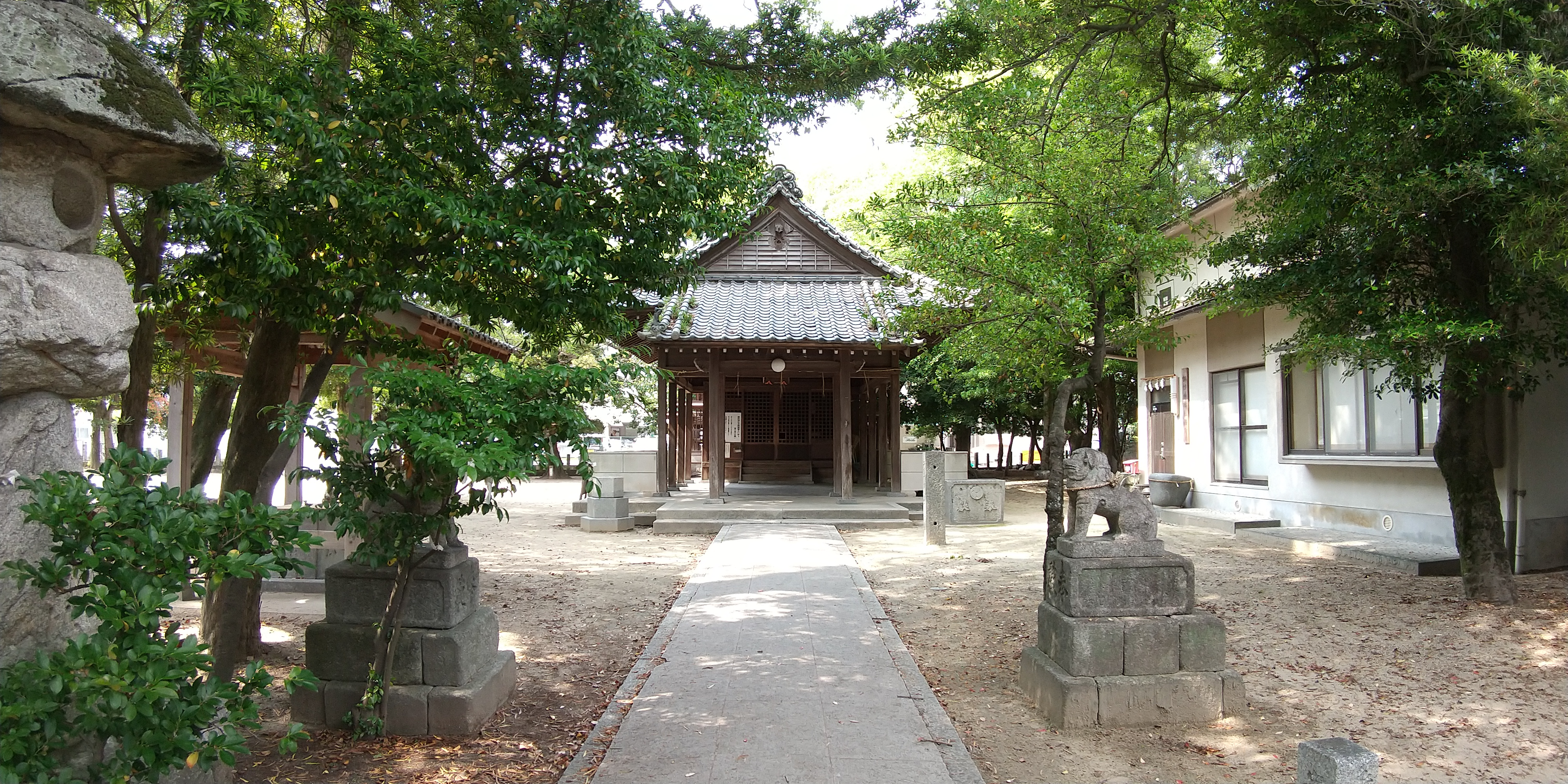
諏訪神社
原本町児童広場